# Justin Che
Justin Isiah Che (Richardson, Texas, 18 de noviembre de 2003) es un futbolista profesional germano-estadounidense que juega como defensa en el Patro Eisden de la Segunda División de Bélgica.

## Trayectoria

### FC Dallas
Che se unió a la academia del FC Dallas en 2009. Durante 2020, Che jugó con el equipo afiliado a la USL League One del FC Dallas, North Texas SC, donde ganó los honores del equipo de la liga USL League One 2020 al final de la temporada. Posteriormente, Che firmó un contrato de jugador local con FC Dallas el 2 de octubre de 2020.

### Europa
El 5 de enero de 2021 fue uno de los seis jugadores del F. C. Dallas que estuvo en un período de entrenamiento de tres semanas con el Bayern de Múnich de Bundesliga. El 12 de febrero fichó cedido por el Bayern Múnich II. El 15 de junio se anunció que regresaría al F. C. Dallas. Allí estuvo unos meses antes de volver a Alemania tras ser cedido el 21 de enero de 2022 al TSG 1899 Hoffenheim por año y medio con opción a compra. Esta no se hizo efectiva y en julio de 2023 fue traspasado al Brøndby IF, equipo que lo prestó al ADO Den Haag y al Patro Eisden.

## Selección nacional
Che recibió su primera convocatoria a la selección sub-20 de Estados Unidos antes de un amistoso contra Suiza el 20 de mayo de 2021.

## Vida personal
Justin Che nació en los Estados Unidos de padre camerunés y madre germano-rusa. Su madre nació en Rusia pero se crio en Alemania, donde residen actualmente sus padres, y tanto su padre como su madre tienen la ciudadanía alemana. Justin tiene tanto pasaporte alemán como estadounidense. Es elegible para las selecciones nacionales de Estados Unidos, Camerún, Rusia y Alemania.

## Clubes
| Club                         | País           | Año       |
| ---------------------------- | -------------- | --------- |
| North Texas S. C.            | Estados Unidos | 2020      |
| F. C. Dallas                 | Estados Unidos | 2020-2023 |
| Bayern de Múnich II (cedido) | Alemania       | 2021      |
| TSG 1899 Hoffenheim (cedido) | Alemania       | 2022-2023 |
| Brøndby IF                   | Dinamarca      | 2023-     |
| ADO Den Haag (cedido)        | Países Bajos   | 2023-2024 |
| Patro Eisden (cedido)        | Bélgica        | 2025-     |